# U-634 (tàu ngầm Đức)
U-634 là một tàu ngầm tấn công  Lớp Type VII thuộc phân lớp Type VIIC được Hải quân Đức Quốc Xã chế tạo trong Chiến tranh Thế giới thứ hai. Nhập biên chế năm 1942, nó đã thực hiện được ba chuyến tuần tra và đánh chìm được một tàu buôn tải trọng 7.176 GRT. Trong chuyến tuần tra cuối cùng, U-634 bị các tàu sà lúp HMS Stork và tàu corvette HMS Stonecrop của Hải quân Hoàng gia Anh thả mìn sâu đánh chìm trong Đại Tây Dương vào ngày 30 tháng 8, 1943.

## Thiết kế và chế tạo

### Thiết kế

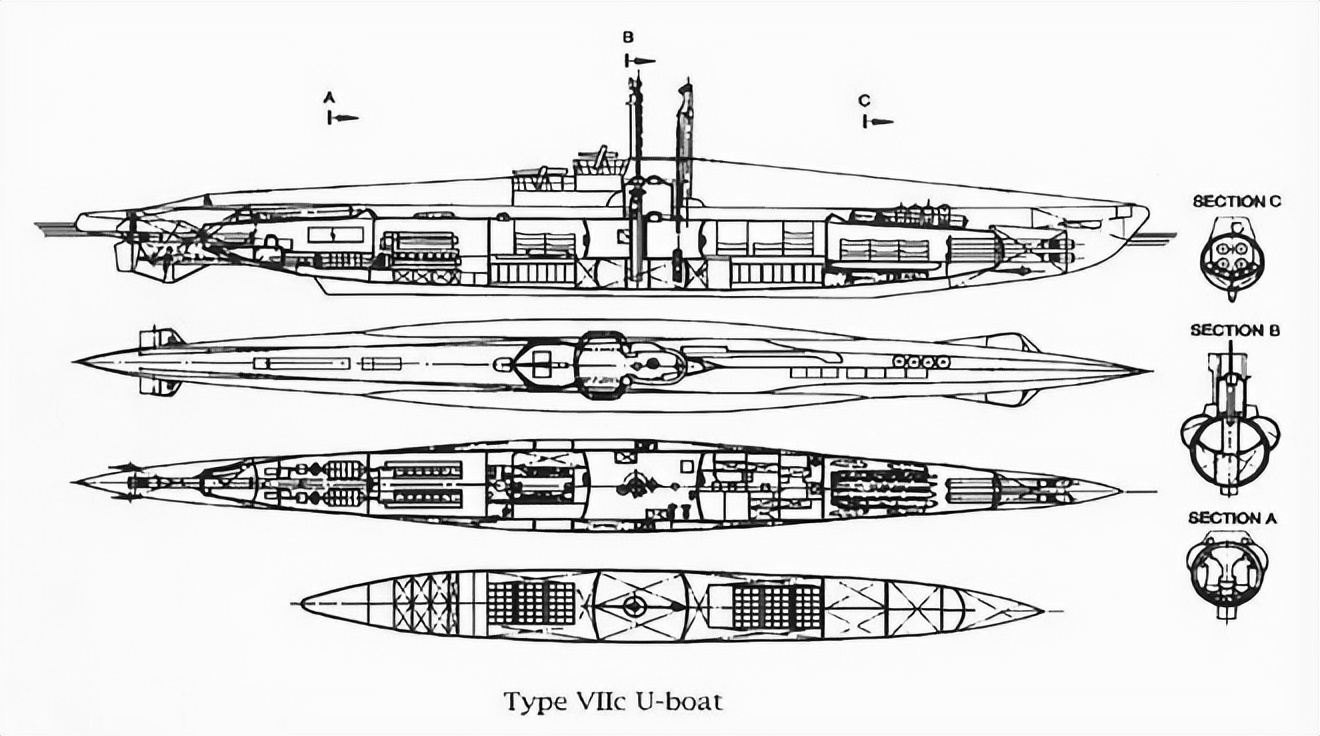
Sơ đồ các mặt cắt một tàu ngầm Type VIIC

Phân lớp VIIC của Tàu ngầm Type VII là một phiên bản VIIB được kéo dài thêm. Chúng có trọng lượng choán nước 769 t (757 tấn Anh) khi nổi và 871 t (857 tấn Anh) khi lặn). Con tàu có chiều dài chung 67,10 m (220 ft 2 in), lớp vỏ trong chịu áp lực dài 50,50 m (165 ft 8 in), mạn tàu rộng 6,20 m (20 ft 4 in), chiều cao 9,60 m (31 ft 6 in) và mớn nước 4,74 m (15 ft 7 in).
Chúng trang bị hai động cơ diesel Germaniawerft F46 siêu tăng áp 6-xy lanh 4 thì, tổng công suất 2.800–3.200 PS (2.100–2.400 kW; 2.800–3.200 bhp), dẫn động hai trục chân vịt đường kính 1,23 m (4,0 ft), cho phép đạt tốc độ tối đa 17,7 kn (32,8 km/h), và tầm hoạt động tối đa 8.500 nmi (15.700 km) khi đi tốc độ đường trường 10 kn (19 km/h). Khi đi ngầm dưới nước, chúng sử dụng hai động cơ/máy phát điện Garbe, Lahmeyer & Co. RP 137/c  tổng công suất 750 PS (550 kW; 740 shp). Tốc độ tối đa khi lặn là 7,6 kn (14,1 km/h), và tầm hoạt động 80 nmi (150 km) ở tốc độ 4 kn (7,4 km/h). Con tàu có khả năng lặn sâu đến 230 m (750 ft).
Vũ khí trang bị có năm ống phóng ngư lôi 53,3 cm (21 in), bao gồm bốn ống trước mũi và một ống phía đuôi, và mang theo tổng cộng 14 quả ngư lôi, hoặc tối đa 22 quả thủy lôi TMA, hoặc 33 quả TMB. Tàu ngầm Type VIIC bố trí một hải pháo 8,8 cm SK C/35 cùng một pháo phòng không 2 cm (0,79 in) trên boong tàu. Thủy thủ đoàn bao gồm 4 sĩ quan và 40-56 thủy thủ.

### Chế tạo
U-634 được đặt hàng vào ngày 15 tháng 8, 1940, và được đặt lườn tại xưởng tàu của hãng Blohm & Voss ở Hamburg vào ngày 23 tháng 9, 1941. Nó được hạ thủy vào ngày 10 tháng 6, 1942, và nhập biên chế cùng Hải quân Đức Quốc Xã vào ngày 6 tháng 8, 1942 dưới quyền chỉ huy của Hạm trưởng, Trung úy Hải quân Hans-Günther Brosin.

## Lịch sử hoạt động
Sau khi hoàn tất việc huấn luyện trong thành phần Chi hạm đội U-boat 5, U-634 được điều sang Chi hạm đội U-boat 9 từ ngày 1 tháng 2, 1943 để hoạt động trên tuyến đầu cho đến khi bị mất.

### Chuyến tuần tra thứ nhất
U-634 đã di chuyển từ cảng Kiel, Đức đến cảng Bergen, Na Uy vào giữa tháng 2, 1943, rồi khởi hành từ đây vào ngày 18 tháng 2 cho chuyến tuần tra đầu tiên trong chiến tranh. Nó băng qua khe GI-UK giữa Iceland và quần đảo Faroe để vòng qua quần đảo Anh và hoạt động tại vùng biển Bắc Đại Tây Dương về phía Tây Nam Iceland. Vào ngày 2 tháng 3, nó phóng ngư lôi tấn công và đánh chìm chiếc tàu Liberty Hoa Kỳ Meriwether Lewis 7.176 GRT, vốn bị tụt lại phía sau Đoàn tàu HX-227. Chiếc U-boat kết thúc chuyến tuần tra và đi đến cảng Lorient bên bờ Đại Tây Dương của Pháp đã bị Đức chiếm đóng, đến nơi vào ngày 23 tháng 3.

### Chuyến tuần tra thứ hai
U-634 khởi hành từ Lorient vào ngày 15 tháng 4 cho chuyến tuần tra thứ hai, và hoạt động tại khu vực Bắc Đại Tây Dương về phía Đông Newfoundland. Trên đường đi trong vịnh Biscay về phía Tây Bắc mũi Finisterre, Tây Ban Nha, nó bị một thủy phi cơ Short Sunderland thuộc Liên đội 10 Không quân Hoàng gia Australia thả bom và mìn sâu tấn công, nên đã chống trả bằng hỏa lực phòng không và lặn khẩn cấp để ẩn nấp; cả chiếc U-boat lẫn chiếc Sunderland đều bị hư hại nhẹ. Chiếc tàu ngầm không đánh chìm được mục tiêu nào, và quay trở về cảng Brest cùng bên bờ Đại Tây Dương của Pháp vào ngày 23 tháng 5.

### Chuyến tuần tra thứ ba – Bị mất
U-634 xuất phát từ Brest vào ngày 12 tháng 6 cho chuyến tuần tra thứ ba, cũng là chuyến cuối cùng, và đã hướng xuống phía Tây Nam để hoạt động dọc bờ biển Đông Bắc của lục địa Nam Mỹ và vùng biển Caribe. Ngay ngày hôm sau 13 tháng 6, nó bị một thủy phi cơ Sunderland thuộc Liên đội 228 Không quân Hoàng gia Anh tấn công, nhưng hỏa lực phòng không đã bắn rơi đối thủ. Đến ngày 14 tháng 6, nó tiếp tục bị một máy bay ném bom Vickers Wellington trang bị đèn Leigh tấn công, và phải lặn khẩn cấp để ẩn nấp.
Trong chặng quay trở về vào ngày 30 tháng 8, U-634 bị các tàu sà lúp HMS Stork và tàu corvette HMS Stonecrop của Hải quân Hoàng gia Anh, thuộc thành phần hộ tống cho Đoàn tàu SL-135/MKS-22, thả mìn sâu đánh chìm ở vị trí về phía Đông quần đảo Azores, tại tọa độ 40°13′B 19°24′T / 40,217°B 19,4°T. Toàn bộ 47 thành viên thủy thủ đoàn của U-634 đều đã tử trận.

### "Bầy sói" tham gia
U-634 từng tham gia năm bầy sói:
- Westmark (6 – 11 tháng 3, 1943)
- Amsel (22 tháng 4 – 3 tháng 5, 1943)
- Amsel 2 (3 – 6 tháng 5, 1943)
- Elbe (7 – 10 tháng 5, 1943)
- Elbe 1 (10 – 14 tháng 5, 1943)

### Tóm tắt chiến công
U-634 đã đánh chìm được một tàu buôn tổng tải trọng 7.176 GRT:
| Ngày            | Tên tàu          | Quốc tịch     | Tải trọng | Số phận      |
| --------------- | ---------------- | ------------- | --------- | ------------ |
| 2 tháng 3, 1943 | Meriwether Lewis | United States | 7.176     | Bị đánh chìm |